# Tetraethylsilan
Tetraethylsilan ist eine chemische Verbindung aus der Gruppe der siliciumorganischen Verbindungen und hat die Konstitutionsformel Si(C2H5)4.

## Gewinnung und Darstellung
Über die Herstellung von Tetraethylsilan durch Umsetzung von Silicium(IV)-chlorid mit Diethylquecksilber (M = Hg) bzw. Diethylzink (M = Zn) in einer zugeschmolzenen Glasampulle wurde zuerst 1863 von Charles Friedel und James Mason Crafts berichtet:
{\displaystyle {\ce {SiCl4{}+2M(C2H5)2->[\mathrm {140-160,{}^{\circ }C} ][](C2H5)4Si{}+2MCl2}}}

## Eigenschaften
Tetraethylsilan hat einen Flammpunkt von 25 °C. Es ist stabil bei Kontakt mit Wasser und an der Luft und reagiert nicht mit Salpetersäure oder konzentrierter Kalilauge. Im Kernspinresonanzspektrum zeigt es folgende Signale:
| chemische Verschiebung (ppm) | Si–CH2– | –CH3 |
| ---------------------------- | ------- | ---- |
| 1H                           | 0,50    | 0,93 |
| 13C                          | 3,0     | 7,5  |

## Verwendung
Tetraethylsilan reagiert mit Halogeniden der 3. Hauptgruppe (Borgruppe) wie Bortribromid oder Galliumtrichlorid mit hoher Reinheit und Ausbeute unter Bildung der  entsprechenden Dihalogenethylverbindung:
{\displaystyle {\ce {(C2H5)4Si + BBr3 -> (C2H5)3SiBr + C2H5BBr2}}}
{\displaystyle {\ce {(C2H5)4Si4 + GaCl3 -> (C2H5)3SiCl + C2H5GaCl2}}}